# Johann David Gruschwitz
Johann David Gruschwitz (* 23. Februar 1776 in Unterheinsdorf, Vogtland; † 7. Januar 1848 in Neusalz an der Oder) war ein deutscher Weber und Unternehmer.

## Leben
Johann David Gruschwitz ging bei seinem älteren Bruder in die Lehre, um das Weberhandwerk zu erlernen. Anschließend arbeitete er in Reichenbach im Leinwandhandel seines Vaters. 1801 trat er der Herrnhuter Brüdergemeine in Gnadenfrei (Schlesien) als Bruder bei. 1808 ging er nach Neusalz, modernisierte dort die Weberei der Brüdergemeine und stärkte dadurch den Garnhandel und die Färberei erheblich.
1811 installierte er die erste Zwirnmaschine im „Brüderhaus“. Mit dieser Maschine machte sich Gruschwitz 1816 selbständig und begann den später sehr bekannten Gruschwitz-Zwirn zu produzieren. Damit schuf er die Basis einer der bedeutendsten Flachsspinnereien Schlesiens. 1847 schied Gruschwitz aus dem Unternehmen aus, das seine Söhne Heinrich Gruschwitz (1816–1885) und Alexander Gruschwitz (1819–1888) unter der Firma J. D. Gruschwitz & Söhne oHG erfolgreich weiterführten. Am 7. Januar 1848 starb Johann David Gruschwitz im Alter von 72 Jahren in Neusalz.
Das Unternehmen wurde 1906 in die Gruschwitz Textilwerke AG umgewandelt, in deren Leitung auch die Familien Doherr und von Treskow als Gruschwitz-Nachkommen vertreten waren.